# Giro di Toscana/Pontedera
Il Giro di Toscana era una corsa a tappe maschile di ciclismo su strada svoltasi nel 1933 e nel 1934 in Toscana, Italia. In entrambe le edizioni ebbe partenza e arrivo a Pontedera, sede della società organizzatrice, l'Unione Ciclistica Pontedera, venendo pertanto ricordato nelle fonti recenti come "Giro di Toscana/Pontedera", allo scopo di evitare confusione con l'omonimo Giro di Toscana in linea.
La prima edizione, aperta a indipendenti e dilettanti, si tenne su due tappe e fu vinta da Oscar Baronti. La seconda edizione, aperta agli indipendenti, si svolse invece in quattro tappe (con la denominazione "Grande Giro della Toscana") e fu vinta da Renato Scorticati.

## Albo d'oro
Aggiornato all'edizione 1934.
| Anno | Vincitore         | Secondo       | Terzo             |
| ---- | ----------------- | ------------- | ----------------- |
| 1933 | Oscar Baronti     | Orlando Teani | Rinaldo Gerini    |
| 1934 | Renato Scorticati | Ruggero Balli | Agostino Bellandi |